# Morville (Belgien)
Morville (wallonisch Marveye) ist ein zur belgischen Gemeinde Florennes gehörendes Dorf in der Provinz Namur in der Wallonischen Region.
Im Ort leben 623 Einwohner (Stand 2007). Die Gemarkung umfasst eine Fläche von 14,56 km².

## Geschichte
Siedlungsspuren in Morville gehen bis in die Zeit des Römischen Reichs zurück. Die heutige Saint-Alexandre-Kirche des Orts entstand 1892 im neoromanischen Stil. Während des Ersten Weltkriegs wurde Morville durch deutsche Truppen geplündert und niedergebrannt. Bis 1977 war Morville eine selbständige Gemeinde und wurde dann im Zuge einer Kommunalreform an die Gemeinde Florennes angeschlossen.